# Stefan Stadtherr Wolter

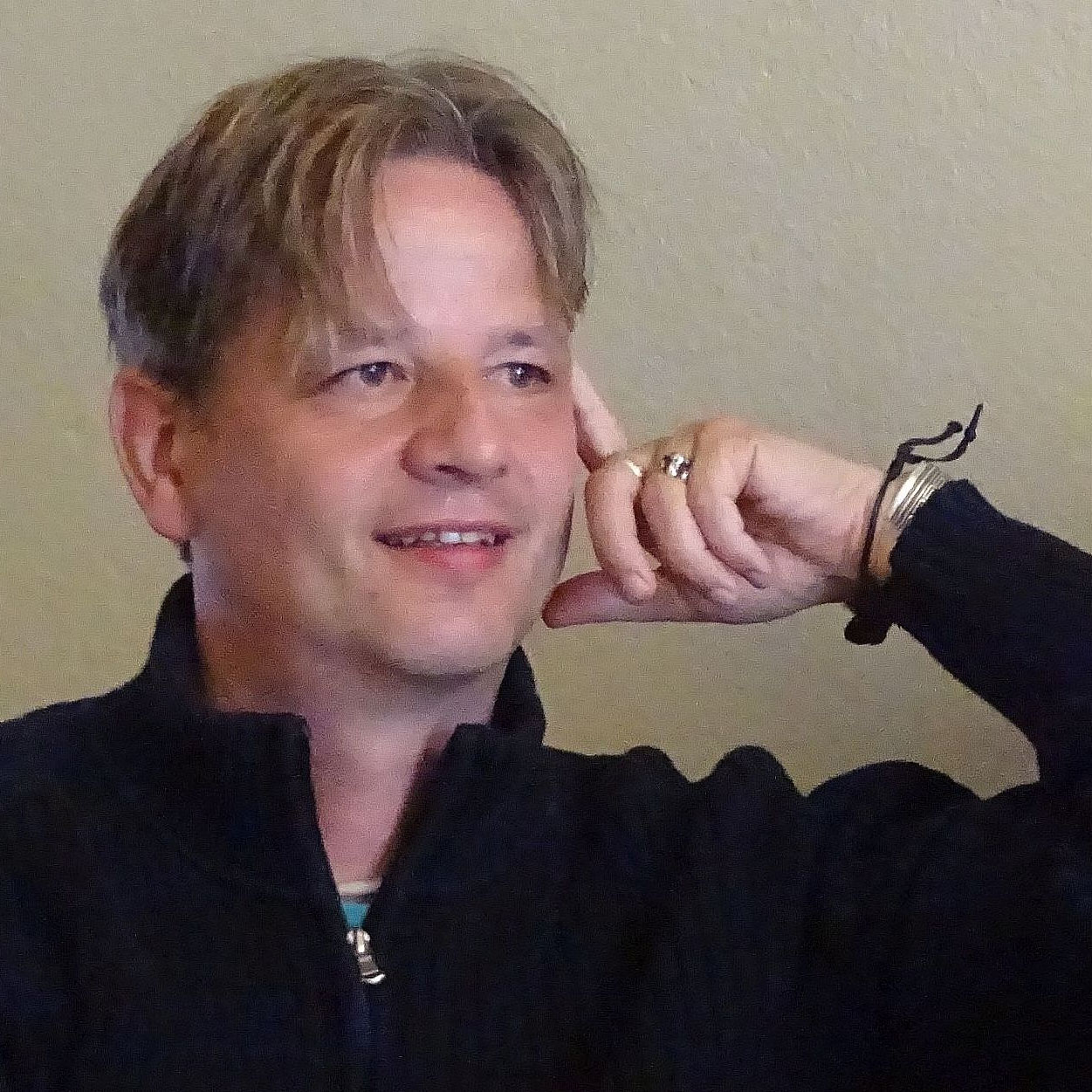
Stefan Stadtherr Wolter 2016

Stefan Stadtherr Wolter (* 24. Oktober 1967 in Eisenach als Stefan Wolter) ist ein deutscher Historiker und Autor. Er arbeitet zu den Themen Medizin-, Tourismus- und Militärgeschichte. Bekannt wurde er durch seine Autobiografie  Hinterm Horizont allein – Der Prinz von Prora und seine Einflussnahme auf die Erinnerungskultur in Prora auf der Insel Rügen.

## Biografie

### Familiäre Herkunft
Wolter ist der Sohn des Pfarrers Jürgen Wolter und dessen Frau Brigitte (geb. Begrich), die im Pfarrhaus Bornhagen und später in Reinsdorf/Artern aufwuchs, nachdem ihre Familie in Zusammenhang mit der Aktion Ungeziefer (1952) aus der Grenzregion umsiedeln musste. Dort hatte sich ihre Mutter, Enkelin des reiselustigen Landschaftsgärtners Ernst Robert Pietsch, als Fluchthelferin an der innerdeutschen Grenze betätigt. Ihr Vater, Jobst Begrich, hatte 1938 den Treueeid auf Adolf Hitler verweigert. Brigitte Wolter (* 1940), der als Pfarrerstochter in der DDR das Abitur und das gewünschte Medizinstudium verwehrt blieben, ist eine Großcousine des Theologen Joachim Begrich.

### Ausbildung
Stefan Wolter wuchs als drittes von vier Kindern im Pfarrhaus Kaltensundheim in der Hohen Rhön auf. Eingeschult wurde er in Kaltenwestheim. 1978 zog die Familie nach Eisenach ins Umfeld des Diakonissenhauses, wohin der Vater zum Rektor berufen wurde. Wolter setzte dort die „Polytechnische Oberschule“ in der 5. Klasse fort und konnte wegen des angegebenen Studienwunsches Theologie 1984 mit Hilfe des Landesbischofs Werner Leich auf die Erweiterte Oberschule (EOS) Ernst Abbe wechseln. In der Abiturstufe widersetzte sich Wolter der vormilitärischen Ausbildung, nachdem er sich bereits der Mitgliedschaft bei den Pionieren und der Freien Deutschen Jugend (FDJ) verweigert hatte.
Nach der Militärzeit als Bausoldat in Prora (1986–1988) studierte Wolter wie seine Schwester Ulrike Wolter-Victor in Jena Theologie. In Jena erlebte Wolter die politische Wende und trat nach den Erlebnissen in Prora und der Verhaftung seitens der ungarischen Staatssicherheit während eines Urlaubsaufenthaltes im Sommer 1989 in Jena als einer der Ersten dem Neuen Forum bei. Die Zeit der politischen Wende widerspiegeln seine Briefe an eine in Ungarn lebende damalige Jurastudentin. Zu jenem Zeitpunkt erkrankte sein Vater an einer Gehirnblutung, die ihm zeitlebens das Kurzzeitgedächtnis raubte. Diese Erfahrung hat Stefan Wolter geprägt.
1990 wechselte Wolter nach Göttingen, was einem Neustart im Studium gleichkam. Während seines Studiums der Geschichte und Religion auf Lehramt, mit den Nebenfächern Pädagogik und Philosophie, begann Wolter eine Forschungsarbeit zur Armenkasse der Stadt Eisenach im 17. und 18. Jahrhundert, deren detaillierte Analyse ein Novum in der sozialgeschichtlichen Forschung darstellte. Erste Ergebnisse veröffentlichte er im Sommer 1996 in der Thüringischen Landeszeitung (Eisenach), die Wolter dafür eine Serie im ganzseitigen Format einräumte. 1997–1999 schrieb er seine Promotionsarbeit bei Ernst Schubert. Die Arbeit über das Sozialwesen der Stadt Eisenach und den Armenreformer Johann Carl Salomo Thon, die Aufschlüsse aus der Zeit der Eisenacher Bachs brachte, schloss er mit Magna cum laude ab. Seit 1999 arbeitet Wolter freiberuflich in Berlin-Prenzlauer Berg. Seit 2015 lebt er verheiratet zudem in Vonhausen (Büdingen).

## Werk
Seinen ersten Artikel veröffentlichte Wolter mit 14 Jahren in der thüringischen Kirchenzeitung Glaube und Heimat. 1996 bis 1998 folgten erste Veröffentlichungen zu historischen Themen in thüringischen Zeitungen, insbesondere der Thüringischen Landeszeitung.
Seine drei Themen, wurzelnd in autobiografischen Bezügen, kristallisierten sich 1997 heraus. So gehörten zu seinen ersten größeren Veröffentlichungen medizinhistorische Aufsätze über die konfessionellen Krankenhäuser in Eisenach, die Beschäftigung mit der Geschichte des Reisens sowie die Mitwirkung am Buch der Thüringischen Landeszeitung (Herausgeber) Villen in Eisenach, was seine Sensibilität für Häuser und ihre Geschichten schärfte. Innerhalb von zwanzig Jahren (bis 2017) hat Wolter 25 Bücher sowie etwa ein Dutzend Aufsätze in drei Themengebieten veröffentlicht.
In den drei Jahren der Pandemie entstand die Website DenkMALProra, die fünfbändige Buchreihe Fabelhafte Reise, die zweibändige Briefedition Bekenntnis & Aufbruch sowie die Biografie Martin Begrich: Porträt eines Brasilienpfarrers nach Tagebüchern und Dokumenten. Der zusammenfassende Beitrag Martin Begrich: Ein deutscher Pfarrer und Historiker in São Paulo (Brasilien) im Spiegel seiner Tagebuchaufzeichnungen wurde seitens des Instituto Martius-Staden ins Portugiesische übertragen.

### Medizingeschichte
Im Mai 1997, aus Anlass des 100. Deutschen Ärztetages, gab die Stadtverwaltung Eisenach eine nach Wolters Idee gestaltete Broschüre mit ersten medizingeschichtlichen Aufsätzen heraus. Darunter eine im Hauptstaatsarchiv Weimar entdeckte seltene Zeitzeugenquelle aus dem Accouchierhaus Jena, die später mehrfach rezipiert wurde. Diesem Initial folgten eine Reihe medizingeschichtlicher Publikationen, etwa über die Klinikhistorien von Eisenach (2006), Quedlinburg (2007), Merseburg (2009), Bernburg (2011), Sommerfeld bei Berlin (2013), Rostock (2015), sowie dem größten Ordenskrankenhaus in Deutschland Barmherzige Brüder Regensburg (2019), die mit dem German Brand Award ausgezeichnet wurde.
Im Carl-von-Basedow-Klinikum Merseburg mündete die Beschäftigung mit der politisch motivierten Schließung des Seminars der Schwestern des Diakonievereins Zehlendorf in eine Wiederbegegnung und Aussöhnung mit der Schwesternschaft nach mehr als 50 Jahren.
Aufgrund seines alltagsgeschichtlichen Ansatzes gehört Wolter zu den Pionieren einer Krankenhaushistoriografie, die in Bezug auf die DDR neben dem bis dahin üblicherweise auf Baugeschichte und Mangelwirtschaft gerichteten Fokus auch die gesellschaftlichen und politischen Komponenten des „Mikrokosmos Klinikum“ im Spannungsfeld von Anspruch und Wirklichkeit ernst nimmt. So ergibt sich ein differenziertes Bild der Krankenhäuser mit deren zugrunde liegendem Menschenbild, das die in der DDR Agierenden in ihren Lebensbezügen begreifbar macht.
Die im Zuge seiner Auseinandersetzung mit dem Nationalsozialismus in der Historia Hospitalium veröffentlichte Analyse der Zwangssterilisationen im Regierungsbezirk Magdeburg (2007) brach in jener Zeitschrift der Deutschen Gesellschaft für Krankenhausgeschichte mit einem Tabu, wie der Medizinhistoriker Richard Kühl im Jahr 2010 kommentierte.

### Tourismusgeschichte
Zwischen 1999 und 2013 kommentierte und veröffentlichte Wolter drei historische Reiseberichte, worunter die des oberschlesischen Landschaftsgärtners Ernst Robert Pietsch auch in Polen, Dänemark und Schweden Beachtung fanden. Die zweite Auflage des Buches Reise nach Schweden und Dänemark im Jahre 1908 erschien 2002 als Hörbuch.

### Militärgeschichte und Erinnerungskultur in Prora
Seit 2005 arbeitet Wolter die DDR-Nutzungsgeschichte des „Koloss von Prora“ in Eigeninitiative auf. Angeregt durch seine Autobiografie Hinterm Horizont allein – Der Prinz von Prora gründeten im Jahr 2008 ehemalige Proraer Soldaten, Bausoldaten und Sympathisanten den gemeinnützigen Verein Denk-MAL-Prora e.V. Ziel war es, die bis dahin verdrängte Geschichte der DDR von Prora kritisch in die Erinnerung zurückzurufen. Im Jahr 2009 leistete der Verein Bildungsarbeit zur DDR-Geschichte auf dem damals eröffneten Jugendzeltplatz Prora. Aufgrund beklagter politischer Widerstände löste sich der 35 Mitglieder zählende Verein zum 20. Jahrestag der Deutschen Einheit (2010) symbolträchtig wieder auf. In einer Presseerklärung kritisierte Stefan Wolter die „fragwürdige selektive und unglaubwürdige Erinnerungskultur in Mecklenburg-Vorpommern“, die sich lediglich auf die KdF-Bad-Planung beziehe. Die Gedenktafel für die Bausoldaten in Block V, die auf Wolters Initiative zurückgeht, hat die Wahrnehmung und historische Beurteilung des Kolosses seitens der offiziellen Gedenkstättenarbeit schließlich verändert. Im Anschluss an die Anbringung der Tafel bekannte die Landesfachstelle für Gedenkstättenarbeit „Politische Memoriale“ Mecklenburg-Vorpommern:
„Die Auseinandersetzungen um den Erinnerungsort bezogen sich lange Zeit auf die Bedeutung Proras in der NS-Zeit, die DDR-Militärgeschichte war Gegenstand zumeist verklärender Ausstellungsprojekte. (…) Die Diskussion um die Bewahrung von Überresten aus der Bausoldatenstationierung veränderte die Wahrnehmung des Ortes, von einem NS-Erinnerungsort zu einem Ort mit ‚doppelter Vergangenheit‘.“
Sämtliche denkmalpflegerische Unterschutzstellungen bezüglich der DDR-Geschichte Proras gehen auf Wolters Initiative zurück. Im Mittelpunkt der Bemühungen stand über zehn Jahre hinweg ein Gemeinschaftsraum der Bausoldaten mitsamt Ausmalung, dessen Geschichte Wolter erforscht und publiziert hat. Für Aufsehen sorgte 2017 Wolters Rettung eines Wandbildes an einer ehemaligen Polytechnischen Oberschule in Prora, das der Usedomer Künstler Klaus Rößler zum Thema „Wehrbereitschaft der Jugend“ gestaltet hatte.
Wolter ist Mitinitiator des Zeitzeugenprojekts „Virtuelles Museum Proraer Bausoldaten“ (2007) von Tobias Bemmann und betreibt die Plattform Denk-MAL-Prora, die aus dem gleichnamigen Verein hervorgegangen war. 2011–2014 publizierte Wolter in der gleichnamigen Schriftenreihe sechs Bände, die sich mehrheitlich direkt mit dem Ort Prora auseinandersetzen. 2015 prägte Wolter für den bis zur politischen Wende abgeriegelten Kern des Kolosses den Begriff „stalinistische Großkaserne“. Von dieser Interpretation ausgehend will Wolter die Einseitigkeit bisheriger Darstellungen seitens Politik und Medien verdeutlichen und überwinden. Im 30. Jahr der Deutschen Einheit, im Jahr 2020, forderte Stadtherr Wolter erneut eine „geschichtspolitische Wende in der Bewertung von Prora“.
In jüngerer Zeit weitete Wolter den Blick auf Ostdeutschland insgesamt und kritisiert im Nachhinein geschaffene „falsche Kontinuitäten durch falsche Fassaden“, wie sie sich am wiederaufgebauten Berliner Stadtschloss widerspiegeln. Sie würden Geschichtsklitterung beflügeln und Erfahrungsräume der Ostdeutschen negieren.

## Rezeption
Obgleich die Medien in ihrer Berichterstattung in erster Linie das geplante KdF-Bad in den Fokus rücken, nehmen zahlreiche Beiträge in Presse und Fernsehen, auch international, das Insistieren Wolters mit dessen Hintergrund der eigenen Geschichte auf. Trotz anfänglicher Widerstände wird in der Bildungsarbeit an seine Anregungen inzwischen vielfach angeknüpft. Wegen seines Erfolges der Etablierung einer Gedenktafel für die in Prora stationierten Waffenverweigerer (2010) ernannte ihn das Magazin Chrismon im November 2012 zum „Retter des Monats“.
Im Film Prora sieht Wolter eine zentrale Handlung in seinem Buch Der Prinz von Prora in abgewandelter Form ins „publikumswirksamere KdF-Bad“ verlegt.

## Publikationen (Auswahl)

### Bücher
- Bedenket das Armuth! Das Armenwesen der Stadt Eisenach im ausgehenden 17. und im 18. Jahrhundert, Göttingen 2003, ISBN 978-3-932622-22-9

- Villen in Eisenach / Bd. 1. Ilmenau 1997, 1. Aufl., in Zusammenarbeit mit Sabine Landmann und Jensen Zlotowicz ISBN 978-3-932081-11-8
- Erfurt. Leben in der Blumenstadt, Erfurt 2000, ISBN 978-3-89702-241-6

- Pietsch, Ernst Robert: Reise nach Schweden und Dänemark im Jahre 1908, Göttingen 1999, ISBN 3-932622-75-8
- Pietsch, Ernst Robert: Reise nach Helgoland über Berlin und Bremen im Jahre 1912, Göttingen 2001, ISBN 3-932622-76-6
- Hinterm Horizont allein – der „Prinz“ von Prora, Halle, 1. Aufl. 2005, 3. Aufl. 2010, ISBN 978-3-86634-028-2
- Geschichte der Allgemeinen Krankenhäuser in der Stadt Eisenach, Bd. 1: Das Wartburg-Klinikum und seine Rechtsvorgänger, Norderstedt 2006, ISBN 978-3-8334-3046-6 Bd. 2. Das Christliche Krankenhaus und seine Rechtsvorgänger, Norderstedt 2006, ISBN 978-3-8334-3047-3
- „Für die Kranken ist das Beste gerade gut genug“ Klinikum Dorothea Christiane Erxleben gGmbH; 100 Jahre Standort Ditfurter Weg, Quedlinburg 2007, ISBN 978-3-938579-23-7
- Der „Prinz von Prora“ im Spiegel der Kritik, Halle 2007, ISBN 978-3-86634-370-2
- Im Geiste edler, hilfreicher Menschlichkeit Vom Städtischen Krankenhaus Merseburg zum Saalekreisklinikum – 100 Jahre Geschichte, Halle 2009, ISBN 978-3-86634-847-9
- Welch überwältigender Anblick bietet sich unseren staunenden Augen dar!, Halle 2008, ISBN 978-3-86634-459-4
- Der Prinz und das Proradies, Halle 2009, ISBN 978-3-86634-808-0
- KDF und Kaserne. (Un)sichtbare DDR-Geschichte in der Jugendherberge Prora, Schriftenreihe Denk-MAL-Prora Bd. 1, Halle 2011, ISBN 978-3-86237-503-5
- Geheime Aufzeichnungen eines Bausoldaten, Schriftenreihe Denk-MAL-Prora Bd. 2, Halle 2011, ISBN 978-3-86237-630-8
- „Eine Musteranstalt zum Heile und dem Kreis zur Ehre“, Quedlinburg, 2011, ISBN 978-3-938579-27-5
- Asche aufs Haupt! Vom Kampf gegen das kollektive Verdrängen der DDR-Vergangenheit von Prora auf Rügen, Schriftenreihe Denk-MAL-Prora Bd. 3, Halle 2012, ISBN 978-3-86237-888-3
- Kreuzfahrt vor dem Krieg. Mit dem Vergnügungsdampfer Meteor nach Norwegen, Schriftenreihe Denk-MAL-Prora Bd. 4, Halle 2012, ISBN 978-3-95486-163-7
- Repke, Wolfgang: Prora, Block V, TH 4, mit einem Vorwort herausgegeben von Stefan Wolter, Schriftenreihe Denk-MAL-Prora Bd. 5, Halle 2013, ISBN 978-3-95486-388-4
- Pastorenkinder im Weltkrieg, Ein Lazarett- und ein Kriegstagebuch von Tutti und Martin Begrich, Schriftenreihe Denk-MAL-Prora Bd. 6, Halle 2014, ISBN 978-3-95486-455-3
- Zukunft durch Tradition – Die Alpenidylle am Rande Berlins (Sana Kliniken Sommerfeld), Quedlinburg 2013, ISBN 978-3-938579-28-2
- Prora – Inmitten der Geschichte II,  Berlin 2015, ISBN 978-3-7386-2981-1
- Prora – Inmitten der Geschichte I,  Berlin 2015, ISBN 978-3-7386-3237-8
- Klinikum Südstadt Rostock 1965–2015, Quedlinburg 2015, ISBN 978-3-938579-29-9
- Sehnsuchtssonate, Liebesbriefe im Kalten Krieg, Berlin 2017, ISBN 978-3-7460-3781-3
- Prora – Kolossales am Südstrand. Glanz voller Geheimnisse, Berlin 2019, ISBN 978-3-7504-0135-8
- Das Gute sehen! 1929 bis 2019. Einblicke in 90 Jahre Krankenhaus Barmherzige Brüder Regensburg, München 2019, ISBN 978-3-929849-40-0
- Bekenntnis & Aufbruch. Die „Kursgeschwister aus Arnstadt“ im Rundbrief als Spiegel der Zeit
  - Bd. 1: Drei Jahrzehnte in der DDR, Berlin 2021, ISBN 978-3-7557-5130-4
  - Bd. 2: Drei Jahrzehnte im wiedervereinigten Deutschland, Berlin 2021, ISBN 978-3-7557-5439-8
- Martin Begrich: Porträt eines „Brasilienpfarrers“ nach Tagebüchern und Dokumenten, Berlin 2023, ISBN 978-3-7583-1798-9

### Aufsätze
- Aufsatzsammlung in StadtZeit Spezial. Zum 100. Deutschen Ärztetag 1997, Eisenach 1997.
- „Ein Accouchier-Hospital würde diesen Mangel bald ersetzen“. Von der Weiberkunst zur Wissenschaft. Die Entwicklung der Geburtshilfe im 18. und  frühen 19. Jahrhundert am Beispiel Eisenach. In: Zeitschrift des Vereins für  Thüringische Geschichte, Bd. 53, Jena, S. 113–150.
- Von der Wehemutter zur Hebamme. Die Gründung von Hebammenschulen mit Blick auf ihren politischen Stellenwert und ihren praktischen Nutzen. In: Frauengesundheit, Bd. 1, Universitätsverlag Rasch, Osnabrück, 2001, S. 79–96.
- „Oft wurde der gute Wille aller strapaziert“. Entwicklung einer Kinderklinik in der DDR zwischen 1969 und 1979. In: Historia Hospitalium, 2004–2005, Bd. 24, S. 157–186.
- „Noch lange sahen wir unsere Patienten winken“ Verdrängungsstrategien bei der Einführung der staatlichen Krankenpflegeausbildung in der DDR am Beispiel des Diakonieseminars Merseburg, Historia Hospitalium, In: Historia Hospitalium, Bd. 26, 2008–2009, S. 171–220.
- Der Fluchstaat macht Gewalttat – Krankenanstalten im Sog des Bösen. Zwangssterilisationen im preußischen Regierungsbezirk Magdeburg 1934–1936. In: Historia Hospitalium, 2006–2007, Bd. 25, S. 37–61.
- Erinnerung braucht einen Ort, an den sie sich knüpfen kann. In: Zeitgeschichte regional 13. Jg., 2009, S. 85–94.
- Prora – vom „doppelten Trauma“ im Kampf ums Erinnern zu den ersten Ansätzen für eine gelingende Wende. In: Zeitgeschichte regional. Mitteilungen aus Mecklenburg-Vorpommern 2/10 14. Jg., S. 61–69.
- Das geht nicht! Eine Wandmalerei als Symbol des Widersetzens, in: Prora-Zentrum (Hg.): Waffenverweigerer in Uniform, Tagungsband (Wissenschaftliche Reihe, Bd. 2), 2011, S. 49–66, hier S. 57.
- Der „stalinistische Kasernengroßbau“ und seine heutige Rezeption, in: Landesamt für Kultur und Denkmalpflege Mecklenburg-Vorpommern (Hg.): Alles Platte? Architektur im Norden der DDR als kulturelles Erbe, Links-Verlag Berlin, 2018, S. 156–172.